# Asherton
Asherton è un centro abitato degli Stati Uniti d'America, situato nella contea di Dimmit dello Stato del Texas.
La popolazione era di 1.342 persone al censimento del 2000.

## Geografia fisica
Asherton è situata a 28°26′50″N 99°45′41″W (28.447159, -99.761504).
Secondo lo United States Census Bureau, ha un'area totale di 0,8 miglia quadrate (2,1 km²).

## Società

### Evoluzione demografica
Secondo il censimento del 2000, c'erano 1.342 persone, 428 nuclei familiari e 341 famiglie residenti nella città. La densità di popolazione era di 1.609,6 persone per miglio quadrato (624,3/km²). C'erano 535 unità abitative a una densità media di 641,7 per miglio quadrato (248,9/km²). La composizione etnica della città era formata dal 75,56% di bianchi, lo 0,15% di afroamericani, lo 0,15% di nativi americani, lo 0,07% di asiatici, il 21,39% di altre razze, e il 2,68% di due o più etnie. Ispanici o latinos di qualunque razza erano il 94,78% della popolazione.
C'erano 428 nuclei familiari di cui il 42,8% aveva figli di età inferiore ai 18 anni, il 56,8% erano coppie sposate conviventi, il 18,5% aveva un capofamiglia femmina senza marito, e il 20,3% erano non-famiglie. Il 18,9% di tutti i nuclei familiari erano individuali e l'11,2% aveva componenti con un'età di 65 anni o più che vivevano da soli. Il numero di componenti medio di un nucleo familiare era di 3,13 e quello di una famiglia era di 3,62.
La popolazione era composta dal 35,2% di persone sotto i 18 anni, il 7,6% di persone dai 18 ai 24 anni, il 23,6% di persone dai 25 ai 44 anni, il 20,8% di persone dai 45 ai 64 anni, e il 12,8% di persone di 65 anni o più. L'età media era di 31 anni. Per ogni 100 femmine c'erano 87,7 maschi. Per ogni 100 femmine dai 18 anni in giù, c'erano 83,2 maschi.
Il reddito medio di un nucleo familiare era di 20.417 dollari, e quello di una famiglia era di 24.107 dollari. I maschi avevano un reddito medio di 23.281 dollari contro i 17.500 dollari delle femmine. Il reddito pro capite era di 7.746 dollari. Circa il 29,9% delle famiglie e il 35,8% della popolazione erano sotto la soglia di povertà, incluso il 40,8% di persone sotto i 18 anni e il 41,8% di persone di 65 anni o più.